# Кизвил (Џорџија)
Кизвил (Џорџија) (енгл. Keysville) град је у америчкој савезној држави Џорџија. По попису становништва из 2010. у њему је живело 332 становника.

## Демографија
Према попису становништва из 2010. у граду је живело 332 становника, што је 152 (84,4%) становника више него 2000. године.
| Група             | 2000.       | 2010.       |
| Белци             | 60 (33,3%)  | 125 (37,7%) |
| Афроамериканци    | 112 (62,2%) | 188 (56,6%) |
| Азијати           | 0 (0,0%)    | 6 (1,8%)    |
| Хиспаноамериканци | 3 (1,7%)    | 12 (3,6%)   |
| Укупно            | 180         | 332         |